# Гарден-Веллі (Вісконсин)
Гарден-Веллі (англ. Garden Valley) — місто (англ. town) в США, в окрузі Джексон штату Вісконсин. Населення — 395 осіб (2020).

## Демографія
Згідно з переписом 2010 року, у місті мешкали 422 особи в 154 домогосподарствах у складі 121 родини. Було 195 помешкань
Расовий склад населення:
| - 96,9 % — білих - 0,5 % — корінних американців - 0,2 % — чорних або афроамериканців |

До двох чи більше рас належало 2,1 %. Частка іспаномовних становила 6,6 % від усіх жителів.
За віковим діапазоном населення розподілялося таким чином: 25,4 % — особи молодші 18 років, 57,3 % — особи у віці 18—64 років, 17,3 % — особи у віці 65 років та старші. Медіана віку мешканця становила 40,9 року. На 100 осіб жіночої статі у місті припадало 101,9 чоловіків;  на 100 жінок у віці від 18 років та старших — 108,6 чоловіків також старших 18 років.
Середній дохід на одне домашнє господарство  становив 67 715 доларів США (медіана — 52 250), а середній дохід на одну сім'ю — 75 287 доларів (медіана — 65 000). Медіана доходів становила 35 714 долари для чоловіків та 39 583 долари для жінок. За межею бідності перебувало 3,4 % осіб, у тому числі 2,9 % дітей у віці до 18 років та 2,2 % осіб у віці 65 років та старших.
Цивільне працевлаштоване населення становило 152 особи. Основні галузі зайнятості: сільське господарство, лісництво, риболовля — 21,1 %, виробництво — 18,4 %, освіта, охорона здоров'я та соціальна допомога — 15,1 %.